# Сакос
Са́кос (грец. σάκκος — «мішок» від івр. שַׂק — «мішок, одяг з мішковини, що надівається на знак скорботи») — верхнє архієрейське богослужбове облачення, аналогічне ієрейському фелону та має те ж символічне значення. По крою являє собою довгий просторий одяг (зазвичай не зшитий з боків) з короткими широкими рукавами та вирізом для голови.

## Символічне значення
У духовному сенсі сакос нагадує про ту червену ризу, в яку був зодягнений Христос (Ін 19:2-5). Коли Єпископ одягається в сакос то він зобов'язаний згадувати приниження та смирення Ісуса Христа. Дзвінці, що підвішуються до сакоса за подобою дзвоників на одязі старозавітних первосвящеників, означають благовістя слова Божого, що виходить з вуст єпископа. На сакосі маються 33 фібули-ґудзики (по 16 на боках і одна біля вирізу для голови), які нагадують про число років, прожитих Христом на землі. Під сакос надягають: єпископський підризник, часто званий підсакосником, єпитрахиль та пояс. поверх сакоса надягають омофор, панагію, наперсний хрест, палицю (лямка палиці надівається на ліве плече єпископа під сакосом поверх пояса).

## Історія облачення
Спочатку сакоси давали візантійські імператори константинопольським патріархам які надягали їх лише тричі на рік (на Великдень, П'ятидесятницю та Різдво Христове). В XIV—XV століття право носіння сакоса переходить від константинопольських патріархів до інших патріархів та митрополитів. В Українській церкві саккос відомий з початку XV століття, коли Київський митрополит Фотій привіз його з собою з Греції. З 1702 року Петро Перший нагороджує сакосом деяких архієпископів та єпископів, а з 1705 року він стає загальним облаченням всіх єпископів.

## Знамениті предмети
- Великий сакос митрополита Фотія